# Apamea cariosa
Apamea cariosa är en fjärilsart som beskrevs av Achille Guenée 1852. Apamea cariosa ingår i släktet Apamea och familjen nattflyn. Inga underarter finns listade i Catalogue of Life.